# Prêmio internacional da Fundação Hasselblad
O Prêmio internacional da Fundação Hasselblad (ou simples: Prêmio Hasselblad, em inglês: Hasselblad Foundation International Award in Photography) é um prêmio internacional de fotografia, concedido desde 1980 pela fundação sueca Hasselblad Foundation, honorando contribuições notórias de fotógrafos. A fundação foi fundada por Erna e Victor Hasselblad. Victor Hasselblad (1906—1978) foi o inventor da câmera reflex monobjetiva Hasselblad.
O prêmio é dotado com 1.000.000 de coroas suecas e é considerado a maior condecoração internacional para fotógrafos.

## Premiados
O prêmio foi entregado aos seguintes fotógrafos:
- 1980 Lennart Nilsson[184]
- 1981 Ansel Adams[185]
- 1982 Henri Cartier-Bresson[186]
- 1984 Manuel Álvarez Bravo[187]
- 1985 Irving Penn[188]
- 1986 Ernst Haas[189]
- 1987 Hiroshi Hamaya[190]
- 1988 Édouard Boubat[191]
- 1989 Sebastião Salgado[192]
- 1990 William Klein[193]
- 1991 Richard Avedon[194]
- 1992 Josef Koudelka[195]
- 1993 Sune Jonsson[196]
- 1994 Susan Meiselas[197]
- 1995 Robert Häusser[198]
- 1996 Robert Frank[199]
- 1997 Christer Strömholm[200]
- 1998 William Eggleston[201]
- 1999 Cindy Sherman[202]
- 2000 Boris Mikhailov[203]
- 2001 Hiroshi Sugimoto[204]
- 2002 Jeff Wall[205]
- 2003 Malick Sidibé[206]
- 2004 Bernd and Hilla Becher[207][208]
- 2005 Lee Friedlander[209]
- 2006 David Goldblatt[210]
- 2007 Nan Goldin[211]
- 2008 Graciela Iturbide[212]
- 2009 Robert Adams[213]
- 2010 Sophie Calle[214]
- 2011 Walid Raad[215][216]
- 2012 Paul Graham[217][218]
- 2013 Joan Fontcuberta[219]
- 2014 Miyako Ishiuchi[220][221]
- 2015 Wolfgang Tillmans[222]
- 2016 Stan Douglas[223]
- 2017 Rineke Dijkstra[224][44]
- 2018 Oscar Muñoz[225]
- 2019 Daidō Moriyama[226][227][228]